# Bodebrown
Bodebrown é uma cervejaria internacionalmente premiada localizada em Curitiba, Paraná, Brasil. Fundada em 2009, pelo pernambucano Samuel Cavalcanti e pela paranaense Andrea Cordeiro Pinto. A cervejaria é conhecida por diversas inovações no cenário cervejeiro. Dentre elas: o estabelecimento de uma cervejaria-escola com cursos regulares, eventos turísticos como o Beer Train e o pioneirismo no uso de growlers (uma garrafa cervejeira retornável).
É conhecida por ser a cervejaria oficial do Iron Maiden no Brasil. possuindo cervejas em parceria com Bruce Dickinson como a Trooper Brasil Ipa, Aces High Hoppy Ale, e a Mandrake Jambu Ale.

## Principais Prêmios
| Ano         | Prêmio                                                | Reconhecimento |
| ----------- | ----------------------------------------------------- | --- |
| 2011 e 2012 | Mondial de La Biére da Bélgica                        | medalha de ouro, com a Wee Heavy e com Imperial Stout.                                                                         |
| 2012        | Troféu Gary Shepard                                   | maior revelação do Australian International Beer Awards em Melborne .                                                          |
| 2013        | Australia International Beer Awards                   | 2 medalhas de bronze com Wee Heavy e com Cara Preta.                                                                           |
| 2013 e 2014 | Bicampeã Brasileira no festival brasileiro da cerveja | Blumenau, SC. |
| 2014        | IPA Day                                               | melhor cervejaria. |
| 2014 e 2013 | Mondial de La Biére do Rio de Janeiro                 | Cinco medalhas de ouro e uma de platina com Hop-Weiss, Tripel Montfort, Black Rye IPA, Montfort Rye IPA e Hoptoberfest Equinox |

## Cervejaria-escola
A cervejaria estabeleceu a primeira escola voltada a cerveja do Brasil com cursos regulares voltados à produção, degustação e harmonização de cervejas com renomados profissionais. Conta também com uma biblioteca especializada com mais de 200 títulos sobre o tema.

## Beertrain
Um evento organizado pela Bodebrown em parceria com a Serra Verde Express, se tratando de uma viagem de trem entre Curitiba e Morretes com degustação de cervejas artesanais nacionais e importadas harmonizadas com pães e queijos. 